# Долуханова, Евгения Григорьевна
Евгения Григорьевна Долуханова (род. 10 июня 1984, Баку) — украинская шахматистка, гроссмейстер (2006) среди женщин. Чемпионка Украины (2009).

## Биография
Евгения Долуханова родилась 10 июня 1984 года в Баку, в семье карабахских армян. Мама Евгении, Анна Долуханова работала учителем музыки по классу фортепиано, отец работал публицистом, корреспондентом газеты «Голос Армении». В 1988 году семья переехала в Армению, в 1991 году —  на Украину.
Евгения окончила национальную юридическую академию Украины имени Ярослава Мудрого. Была ученицей гроссмейстера Михаила Бродского.
В 2004 году стала бронзовым призером первенства Украины по шахматам. На соревновании «Фемида-2005» заняла 2-е место, на «Кубке Ректора-2006» – 3-е место.
В 2006 году Евгения стала международным гроссмейстером. В 2009 году стала чемпионкой Украины, в том же году победила на международном шахматном турнире памяти Елизаветы Быковой.
С 2011 года Евгения является членом Федерации шахмат Армении.
В 2012 году победила на шахматном турнире в Дании.
В 2014 году завоевала бронзовую медаль на международном шахматном турнире во Франции. Кроме того, Евгения выполнила мужской норматив Международного мастера.